# Aeródromo de Villar de la Libertad

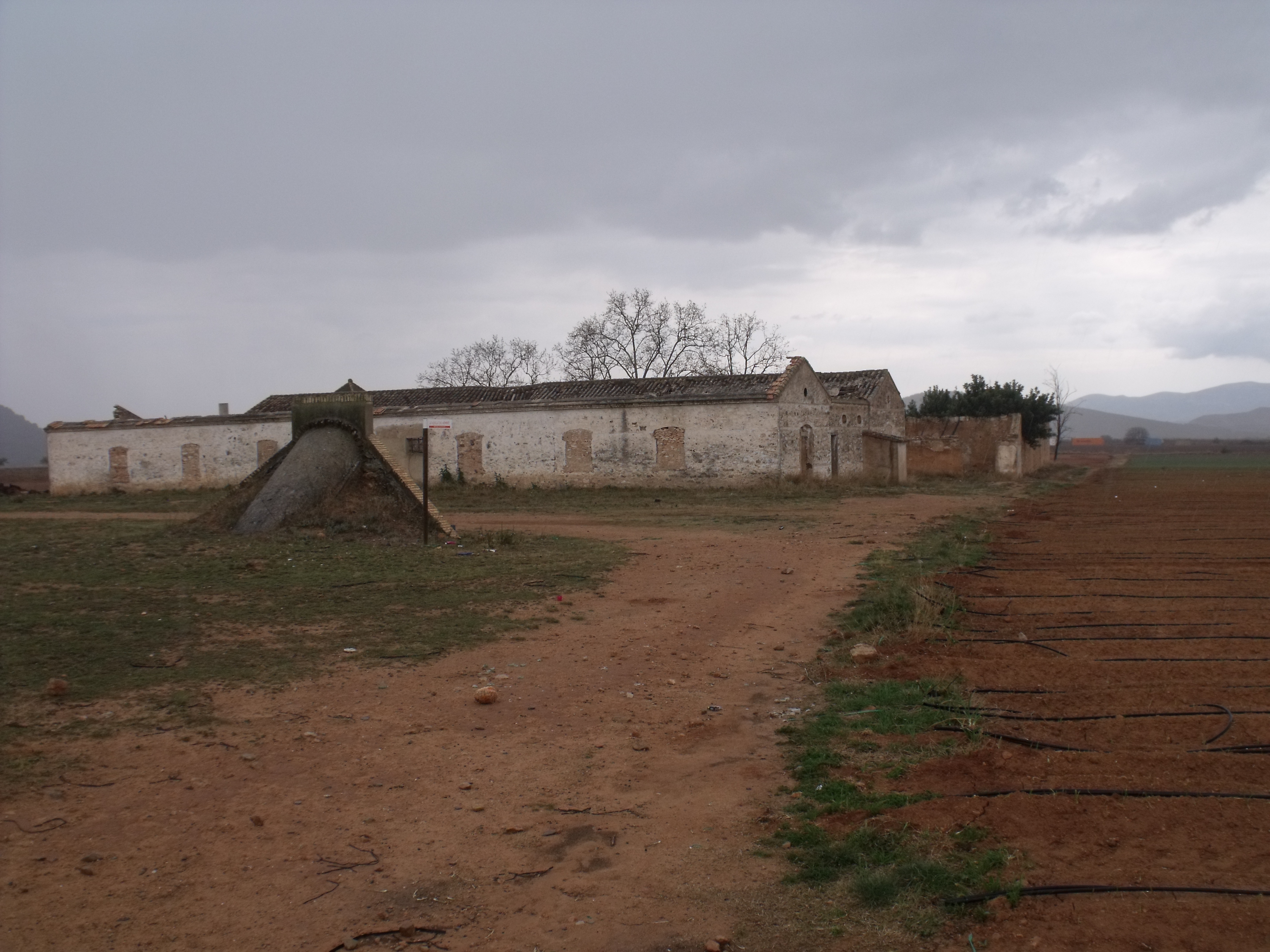
Estado de las antiguas instalaciones en 2016.

El aeródromo de Villar de la Libertad fue un campo de aviación utilizado durante la Guerra Civil Española por las Fuerzas Aéreas de la República Española. Las instalaciones se encontraban en el paraje conocido como Casica de Roger en el municipio de Villar del Arzobispo, que en aquel periodo se llamaba "de la Libertad".
El lugar era propiedad del hacendado que le da nombre.
En 2016 se conservaba un edificio formado por dos naves paralelas y el refugio antiaéreo anejo.